# Толчок (приём)
Толчо́к соперника — приём, применяющийся в
1. спортивных единоборствах: для вытеснения соперника за пределы соревновательной площадки или оттеснения его на удобную дистанцию атаки.
2. командных видах спорта и играх с мячом (например, русская народная игра — кила): для обеспечения того или иного технического действия (завладения мячом, беспрепятственного прохода спортсмена к очковой зоне и т. п.).

## Единоборства
Развитая толчковая техника с соответствующими комплексами упражнений для их наработки характерна для таких разновидностей борьбы, в которых вытеснение соперника за пределы соревновательной площадки (рингаут) является главным или одним из основных способов достижения победы в поединке, например для японской борьбы сумо и некоторых национальных стилей борьбы, а также китайского спортивного единоборства саньда. В спортивных единоборствах с преобладающей ударной техникой толчок является одним из способов выведения сблизившегося соперника из клинча на удобную дистанцию для проведения ударной комбинации, так например, в корейском боевом искусстве тхэквондо толчки (именуемые мильги) и толчковые удары (миро) являются разрешёнными действиями, в некоторых единоборствах (например, в современном боксе с 1970-х гг.) толчки могут быть запрещены правилами. Тем не менее, даже если правила того или иного вида спорта или регламент спортивной ассоциации расценивают толчок как запрещённый приём, это не препятствует включению его спортсменами в свой арсенал (среди выдающихся профессиональных боксёров можно привести в пример Джорджа Формана, менеджер которого Дик Сэдлер предварительно оговаривал с организаторами поединков, что такие действия его бойца на ринге не будут расцениваться рефери чресчур предвзято).

## Разновидности
В борьбе сумо, где толчковая техника (именуемая оси-зумо, 押し相撲) особенно развита, выделяют два базовых варианта толчка в зависимости от толкающего органа:
- толчок торсом (габури-иори, がぶり寄り) также именуемый «бульдозерным» теснением
- толчок руками

- с упором в подмышки соперника (хазуоси, 筈押し)

- Толчок руками в грудь (классическая борьба)
- Толчок головой (вольная борьба)
- Толчок руками в корпус (американский футбол)
- Толчок рукой в плечо (австралийский футбол)
- Толчок рукой в плечо (регби-7)
- Толчок рукой в плечо (пляжное регби)
- Толчок рукой в лицо (регби-7)